# Guaibacoa (paroisse civile)
Pour les articles homonymes, voir Guaibacoa.
Guaibacoa est l'une des cinq paroisses civiles de la municipalité de Colina dans l'État de Falcón au Venezuela. Sa capitale est Guaibacoa.

## Géographie

### Relief
La paroisse civile est traversée d'ouest en est par une cordillère de la formation septentrionale de la sierra de San Luis, émaillée de plusieurs sommets d'ouest en est dont les cerros Tunapé, Puerro Escondido, Agua Salada, La Matoa et El Muñeco. Au nord, deux sommets émergent également de massifs collinaires moins élevés, les cerros Barimisal et El Tigral.

### Démographie
Hormis sa capitale Guaibacoa, la paroisse civile comporte plusieurs localités, dont :
- Chipare
- Guaibacoa